# 刺序木蓝
刺序木蓝（学名：Indigofera silvestrii）为豆科木蓝属下的一个种。

## 扩展阅读
- 維基物種上的相關：刺序木蓝